# Manuel Sánchez Corbí
Manuel Sánchez Corbí   (Valladolid, 1963) és un coronel de la Guàrdia Civil i cap de la unitat central operativa (UCO). Va ser un dels principals responsables de la lluita contra ETA durant els anys 90. Va ser el seu equip, sent ell capità qui va localitzar i rescatar al segrestat per ETA José Antonio Ortega Lara.

## Biografia

### Primers anys
Fill d'un guàrdia civil destinat al País Basc, va passar la infantesa al quarter d'Irun fins que va ingressar a l'acadèmia General Militar a Saragossa. Es va graduar com a tinent el 1987 i el seu primer destí va ser al servei d'informació a Biscaia.
Durant la seva estada al servei d'informació a Biscaia es van produir nombroses operacions contra ETA. Una de les operacions més importants i mediàtiques del moment va ser l'alliberament Ortega Lara, segrestat per ETA el 1997. D'aquestes experiències va escriure dos llibres.

### Unitat Central Operativa
Un cop la banda terrorista va anunciar la seva dissolució a l'octubre de 2011, Sánchez va demanar traslladar-se a la UCO, que es va efectiva el 2013. El 2015 va ser nomenat cap operatiu.
En aquesta unitat ha estat involucrat en els casos de finançament il·legal del Partit Popular en el casos Taula, Lezo i Púnica.

### Condemna per tortures i indult
L'any 1997 l'Audiència de Biscaia va condemnar a Manuel Sánchez, José María De las Cuevas Carretero i Antonio García Lozano a 4 anys de presó i 6 d'inhabilitació per tortures a l'etarra Kepa Urra durant la seva detenció l'any 1992. L'any següent el Tribunal Suprem va reduir la condemna a 12 mesos de presó sense canviar els anys d'inhabilitació, que anava a provocar l'expulsió del cos armat.
El 1999, la ministra Margarita Mariscal de Gante en el primer govern de Jose Maria Aznar va indultar-lo.

## Títols publicats
- Manuel Sánchez Corbí, Manuela Simón, Historia de un desafío: cinco décadas de lucha sin cuartel de la Guardia Civil contra ETA, ISBN 978-8499426365, 2017.[8]
- Lorenzo Silva, Gonzalo Araluce i Manuel Sánchez Corbí, Sangre Sudor y paz: La Guárdia Civil contra ETA, ISBN 978-8499426372, 2017.[9]

## Premis i reconeixements
- Legió d'Honor francesa.[10]
- cinc cops la Creu al Mèrit de la Guàrdia Civil amb distintiu vermell.[2]